# The Backs

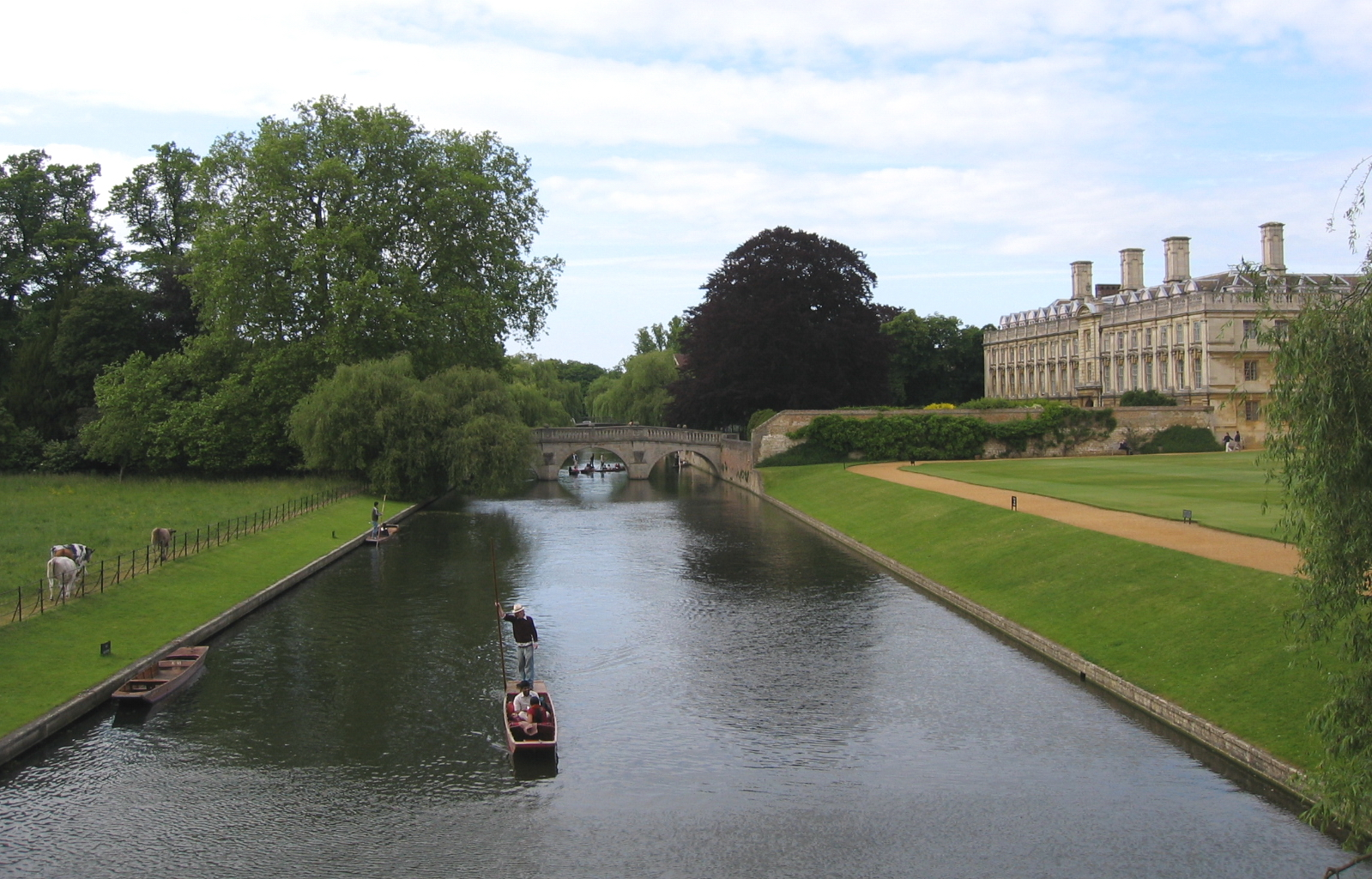
Del av The Backs vid Cambridges universitet med Clare College, Clare Bridge och baksidan av trädgården vid King's College

The Backs är ett område öster om Queen's Road i staden Cambridge, England, där flera colleges vid Cambridges universitet har sina trädgårdar och grönområden på båda sidor av floden Cam.
År 2013 namngav National Trusts ordförande Simon Jenkins The Backs som en av sina tio bästa vyer i England.
Historiskt sett användes mycket av marken av skolorna för boskapsbete eller fruktodling. Boskap kan fortfarande hitta betesmark bakom King's College. Floden var också en viktig handelsled till kvarnen vid Silver Street.

## Namnet

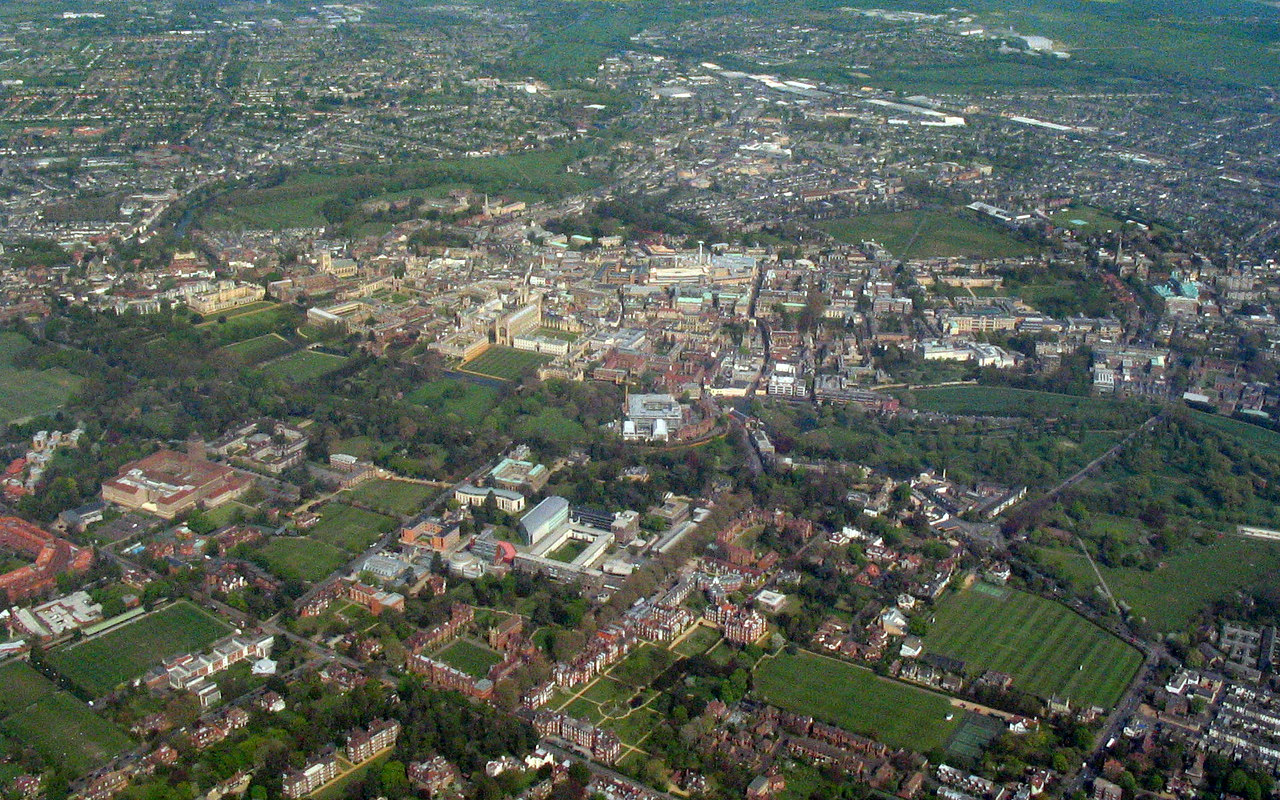
The Backs ses som det horisontella gröna bandet i mitten till vänster på detta flygfoto av Cambridge.

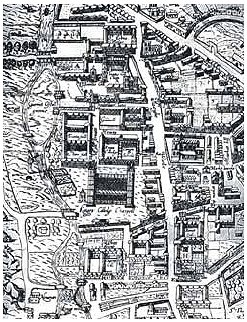
En av de tidigaste teckningarna av The Backs, inkluderad i en plan från University of Cambridge graverad av Richard Lyne 1574

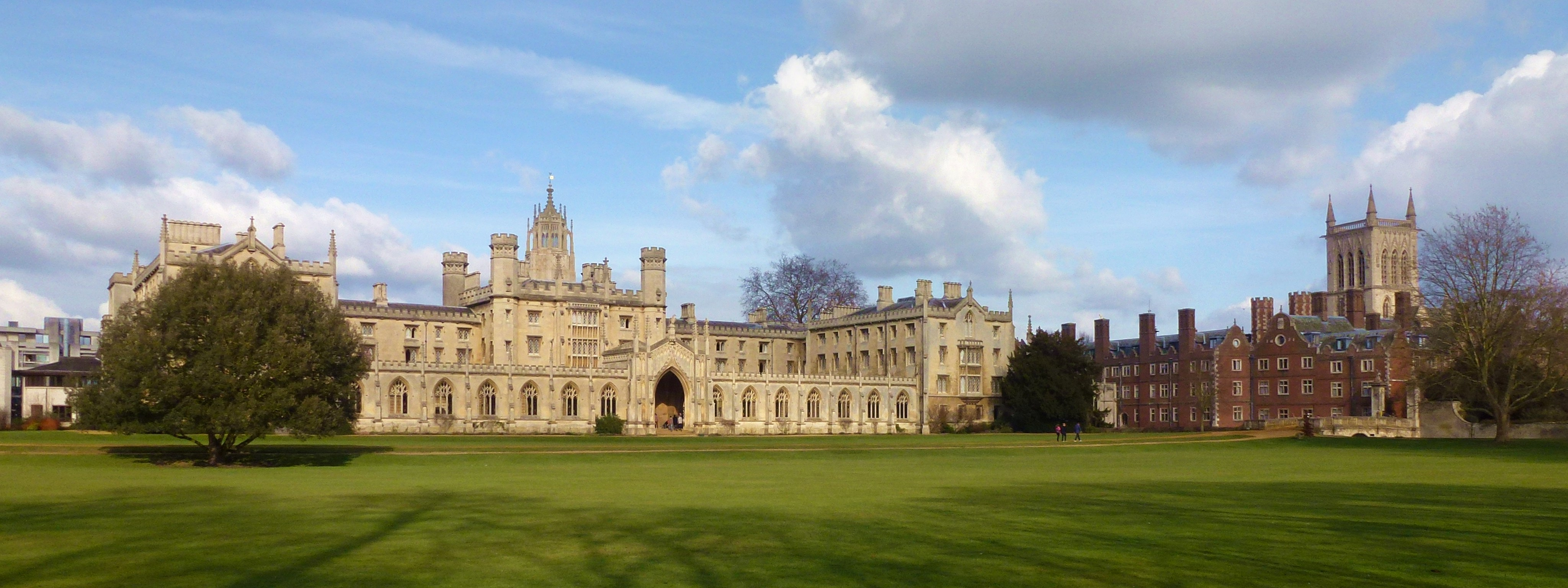
St John's College's New Court (till vänster) var den första större universitetsbyggnaden som byggdes på västra sidan av floden Cam.

The Backs' syftar på att området ligger på baksidan av flera colleges. Regionen består av följande skolors baksidor (från norr till söder):
- St John's - byggnader på båda sidor av floden, som överbryggas av St John's Kitchen Bridge och Suckarnas bro.
- Trinity - byggnader på den östra stranden, som överbryggas av Trinity College Bridge.
- Trinity Hall – byggnader på den östra stranden men utan någon bakre mark på den västra stranden.
- Clare - byggnader på den östra stranden, som överbryggas av Clare Bridge.
- King's – byggnader på den östra stranden, som överbryggas av King's Bridge.
- Queens' – byggnader på båda sidor av floden, som överbryggas av Mathematical Bridge.

Ibland inkluderas följande college i The Backs:
- Magdalene - område på den västra stranden strax söder om Magdalene Street Bridge.
- Darwin - strax bortom Silver Street i den södra änden av The Backs.
- Jesus – strax bortom den norra änden av The Backs, bakom Jesus Green.

## Historia
På 1500-talet bestod området av betesmarker, trädgårdar och fruktträdgårdar som ägdes av colleges vid universitetet, med träbroar över floden Cam. Skolorna planterade till slut alléer av träd och byggde stabilare broar. År 1772 konsulterade St John's College den engelske landskapsarkitekten Lancelot ("Capability") Brown (1716–1783), och han anlade en "vildmark" på universitetssidan av Queen's Road som finns kvar än idag.
År 1779 presenterade Brown en plan för Cambridges universitet för att skapa en park i lantlig stil med fokus på King's College's Gibbs Building. Planen skulle ha inneburit att ta bort avenyer, förvandla floden till en sjö och plantera träddungar för att skärma av de andra skolorna. Det genomfördes aldrig, möjligen för att det skulle ha tagit bort historiska universitetsgränser och tre viktiga broar.
Som svar på att många almar dukade under för almsjukan bildades 1979 en Backs-kommitté så att man kunde ta ett gemensamt grepp på det problem som The Backs stod inför. Som ett resultat av kommitténs arbete fälldes träd och nya planterades i deras ställe. Kommittén upphörde dock att sammanträda 1994.
År 1995 listade English Heritage The Backs som en historisk park av klass 1.

## Modern tid och framtida utveckling
På 2000-talet gav sex colleges landskapsarkitekten Robert Myers, som hade studerat vid Girton College, i uppdrag att utarbeta en ny landskapsförvaltningsplan för området. Rapporten, med titeln The Backs Cambridge Landscape Strategy, färdigställdes i november 2007och släpptes den 1 december 2007. Den innehöll förslag på hur The Backs skulle utvecklas under de kommande 50 åren. Myers förslag var att förbättra "synbarheten, sammanhanget och den visuella kvaliteten på landskapet som helhet" genom att behålla och förbättra den befintliga strukturen i landskapet och siktlinjerna, samtidigt som trafiken på Queens Road skulle skärmas av. Föråldrade och olämpligt placerade träd skulle tas bort och nya planteras. Dessutom skulle det ske en stegvis ersättning av avenyer, en förlängning av "vildmarksplanteringen" bakom St John's och längs kanten av Queens Road, och skapandet av en "korridor för vilda djur". När det gällde Queens' Green i den södra änden av The Backs, som ägdes av Cambridge City Council, fanns det ett förslag om att förlänga en befintlig allé av bokträd till Queens Road för att skapa ytterligare en "stegpinne" till den "stegeffekt" som skapas av andra trädalléer, och att plantera fler träd och vildmark för att delvis omsluta en grässträcka.
Efter att skolorna kommit överens om planen, som sträcker sig 50 år framåt, började den skridas till verket år 2012 då flera träd höggs ned.  Skolorna utför det föreslagna arbetet på sin egen tid med egna medel.

## Galleri

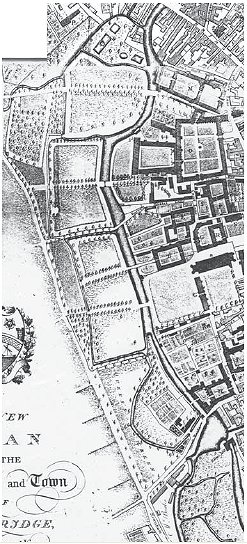
Detalj av en karta från 1798 uppmätt av William Custance och graverad av J. Russell som visar The Backs
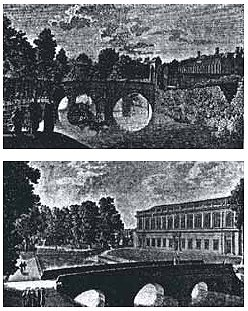
Spendlowe Lamborns gravyrer från slutet av 1700-talet av Old Bridge vid King's College och Trinity College Bridge
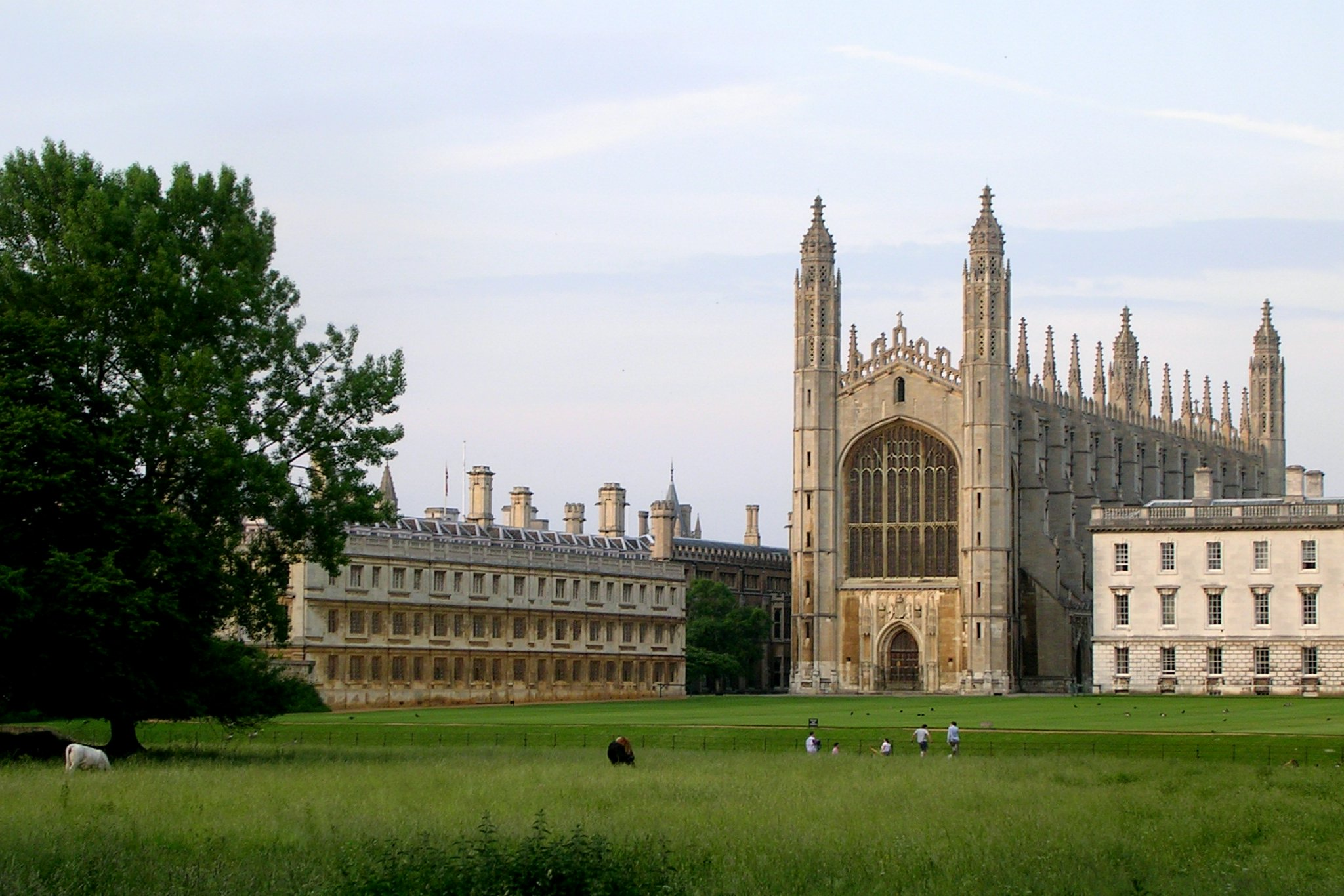
King's College Chapel från The Backs
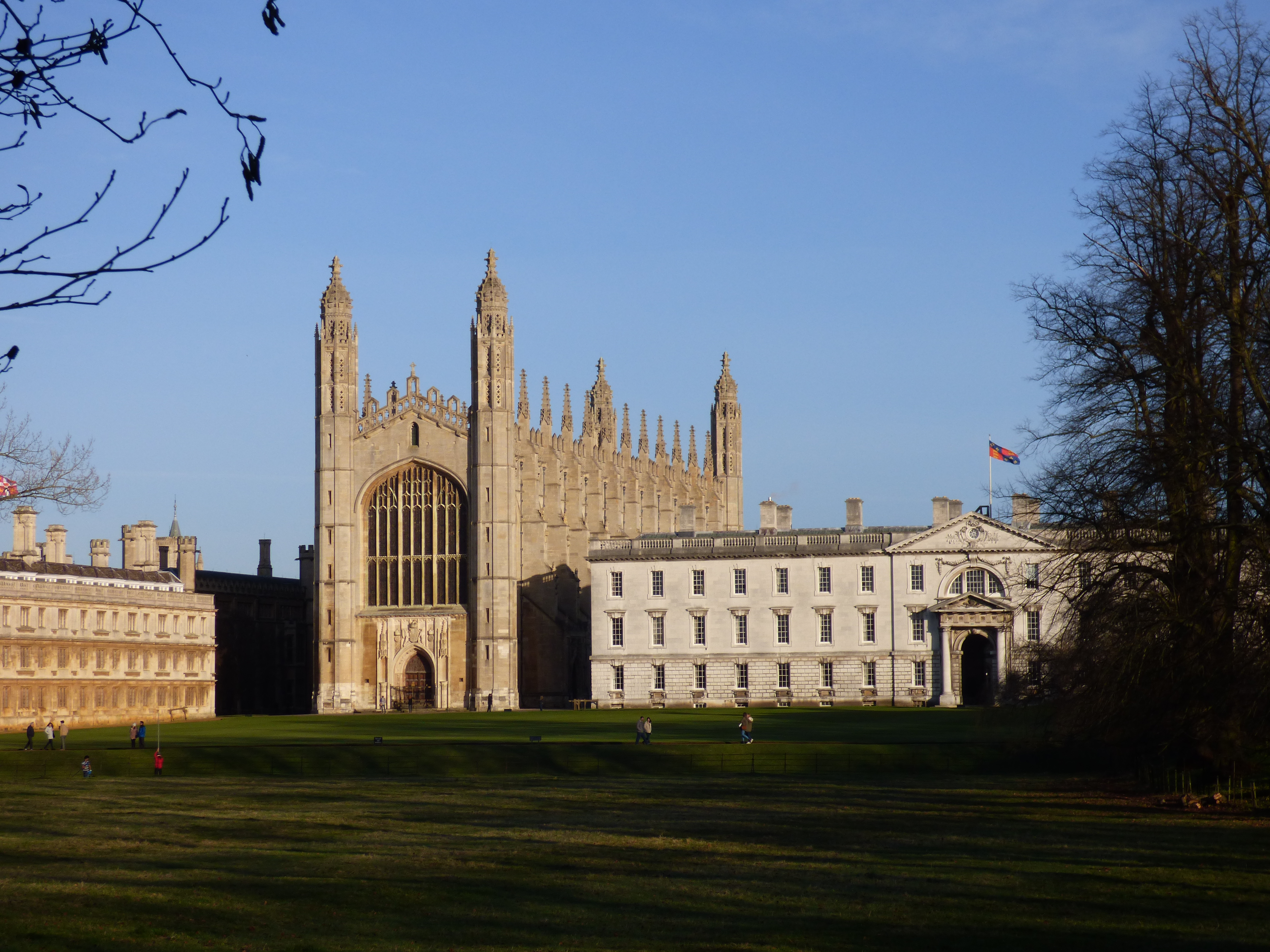
King's College Chapel sedd från The Backs
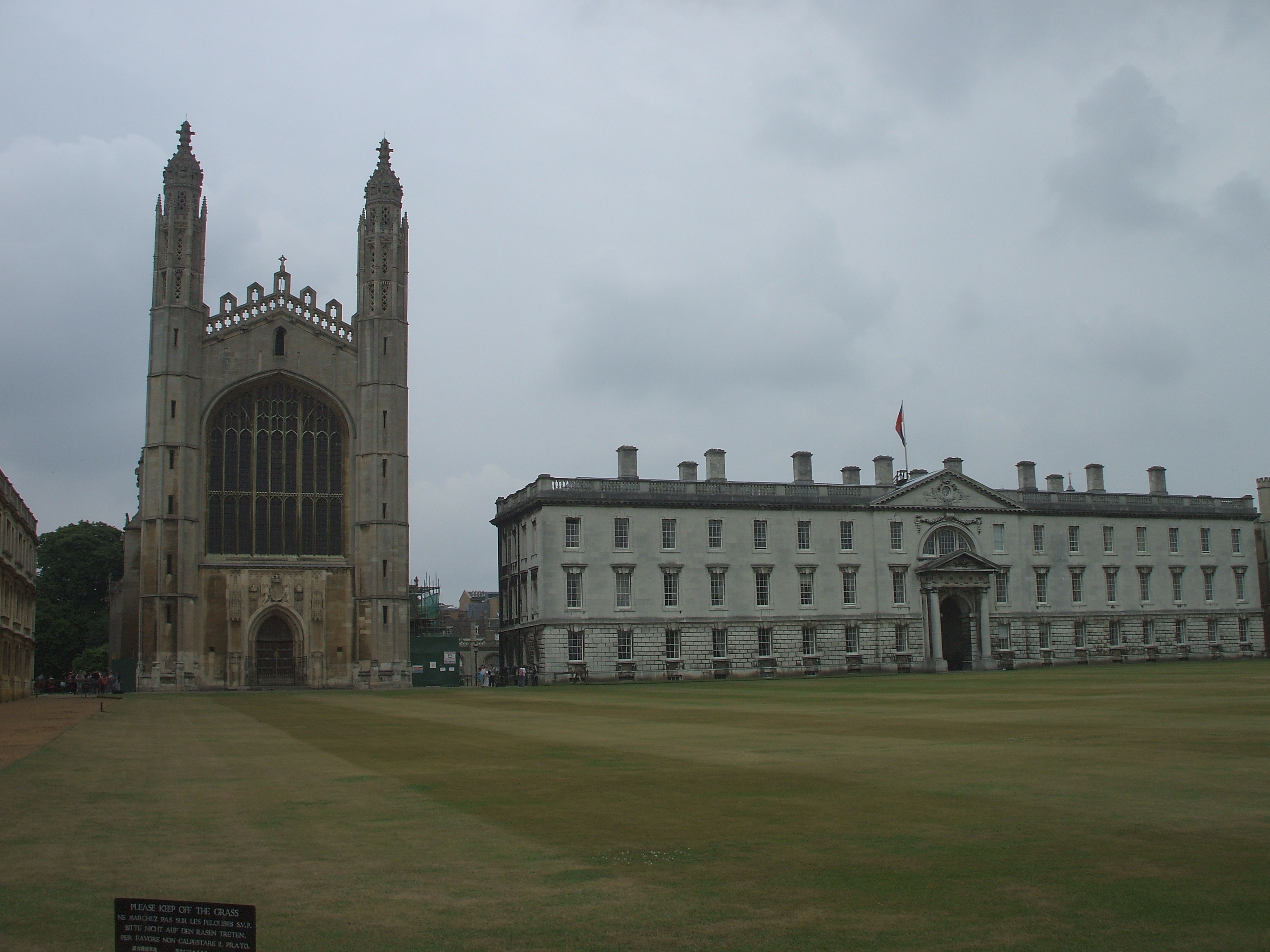
King's College Chapel och Gibbs Building (King's College) från The Backs
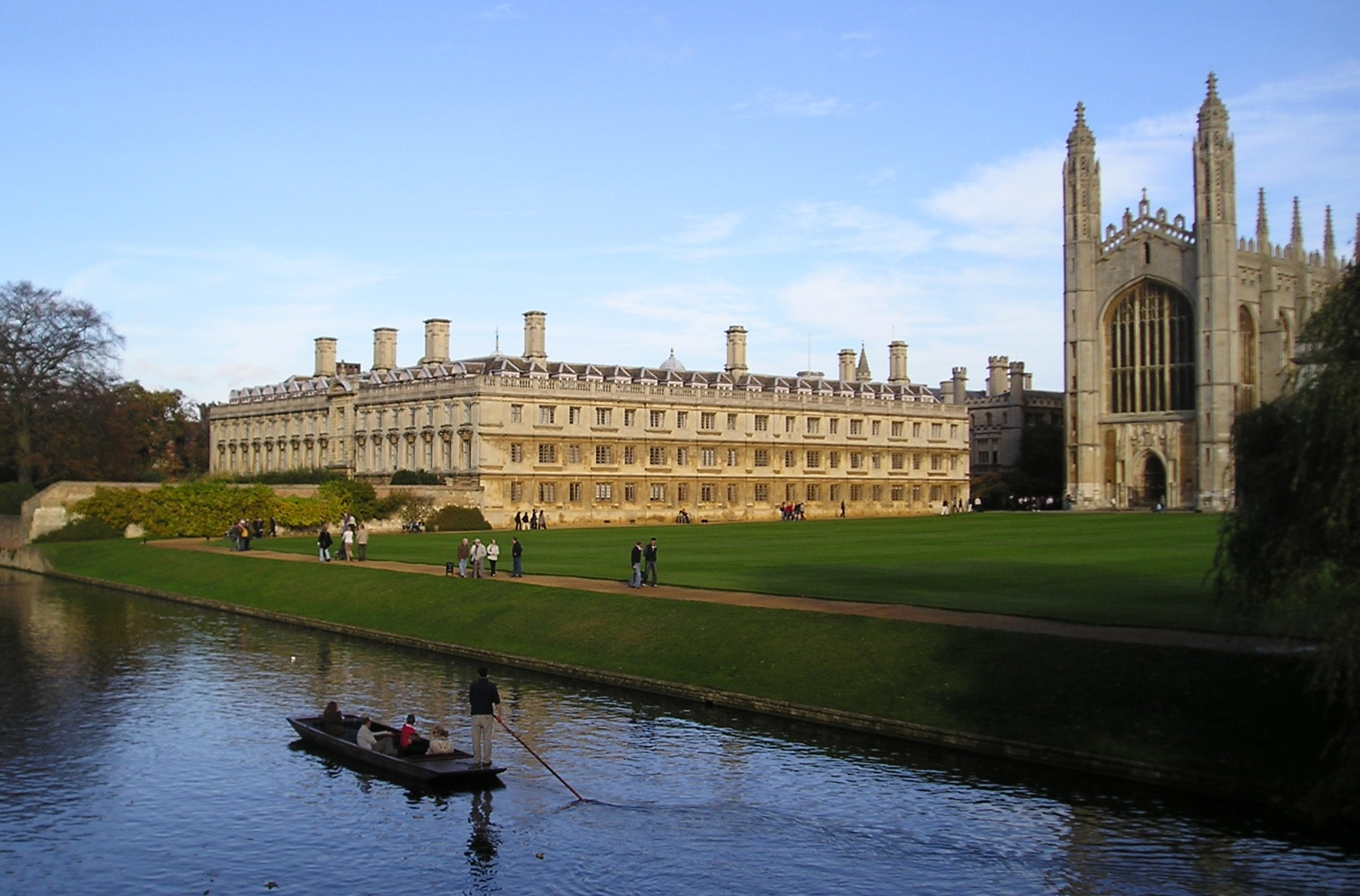
Clare College och King's College Chapel från The Backs
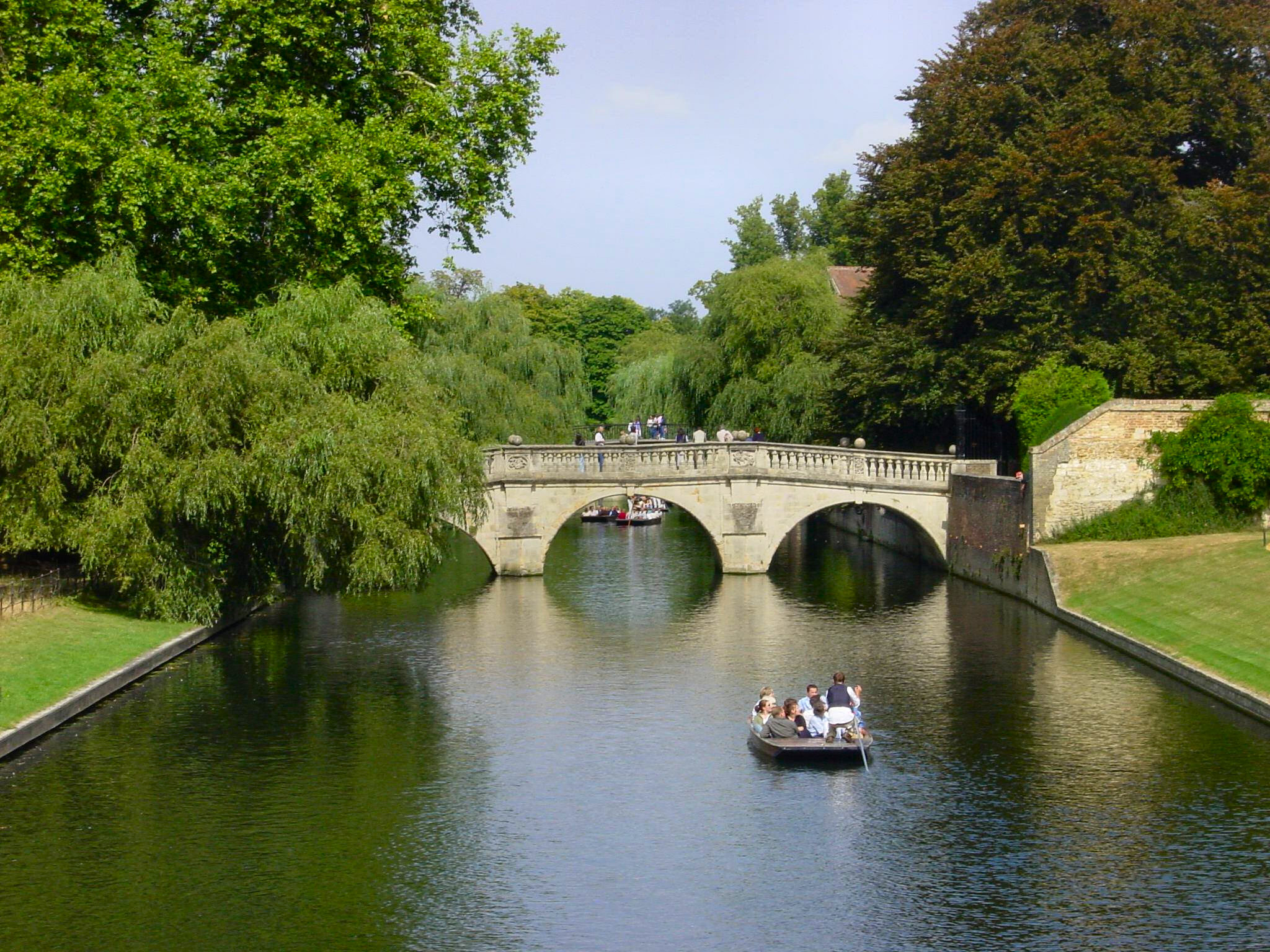
Clare College Bridge
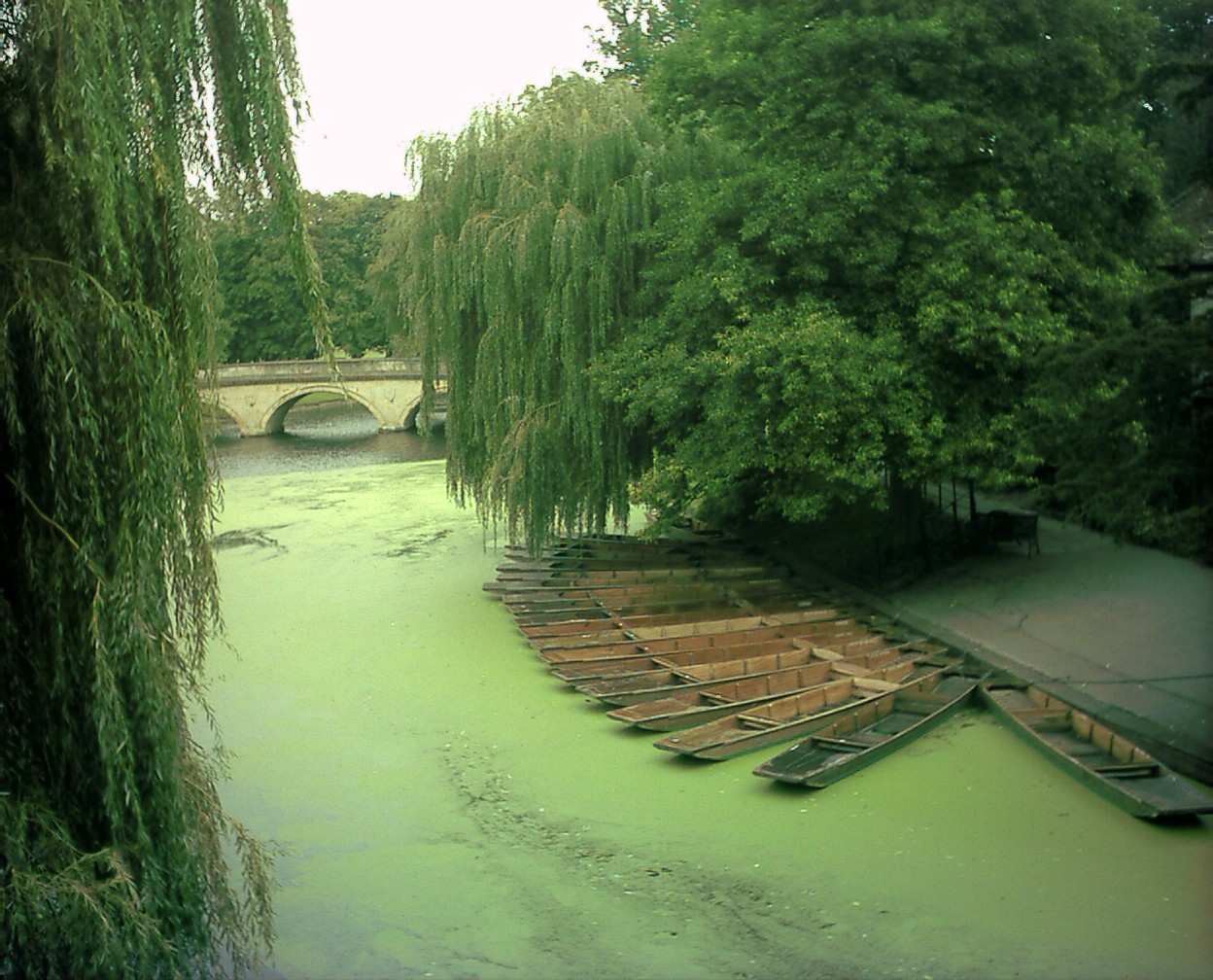
Vy från floden Cam nära Trinity College
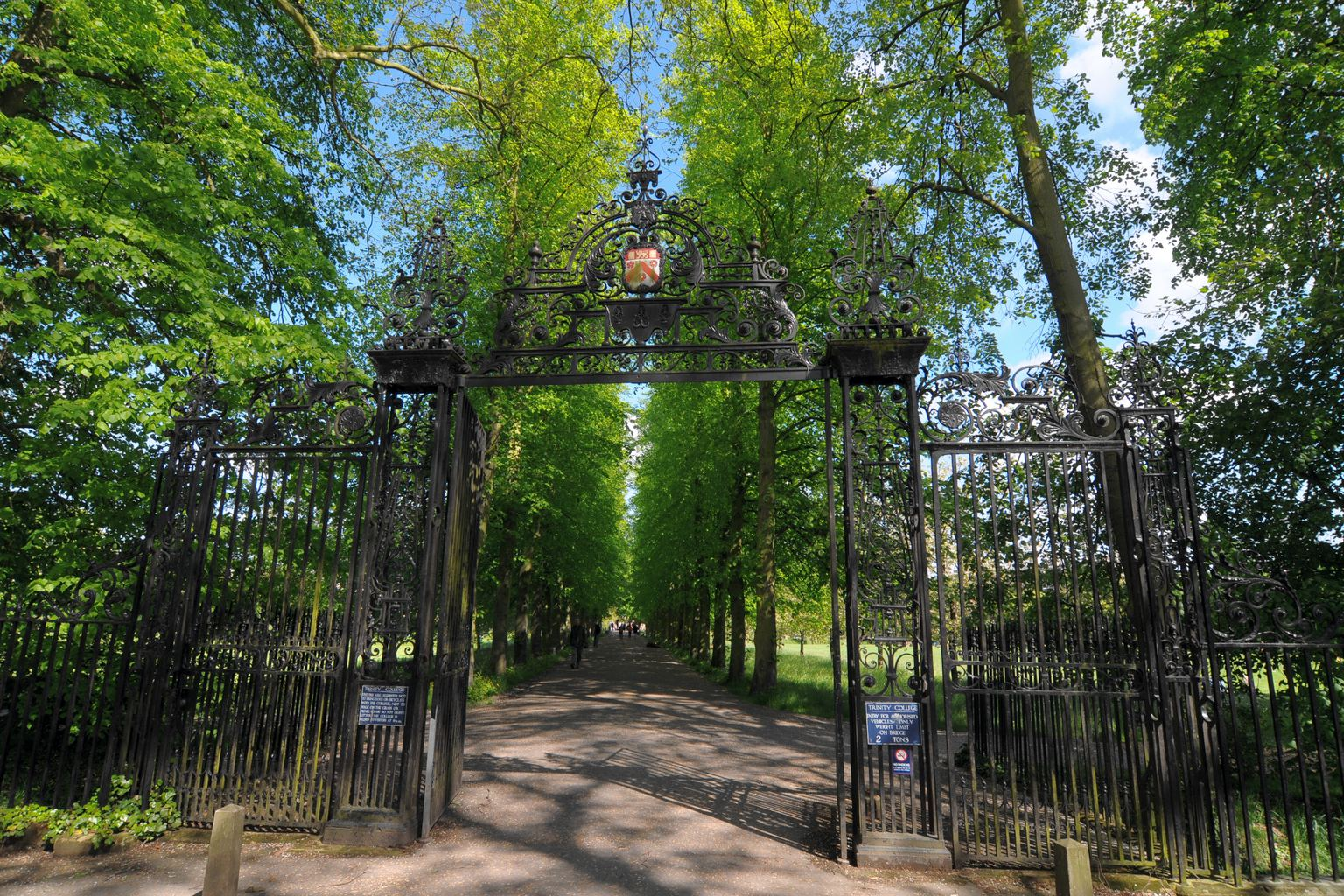
Trinity Colleges aveny och port mot Queen's Road sedd från The Backs
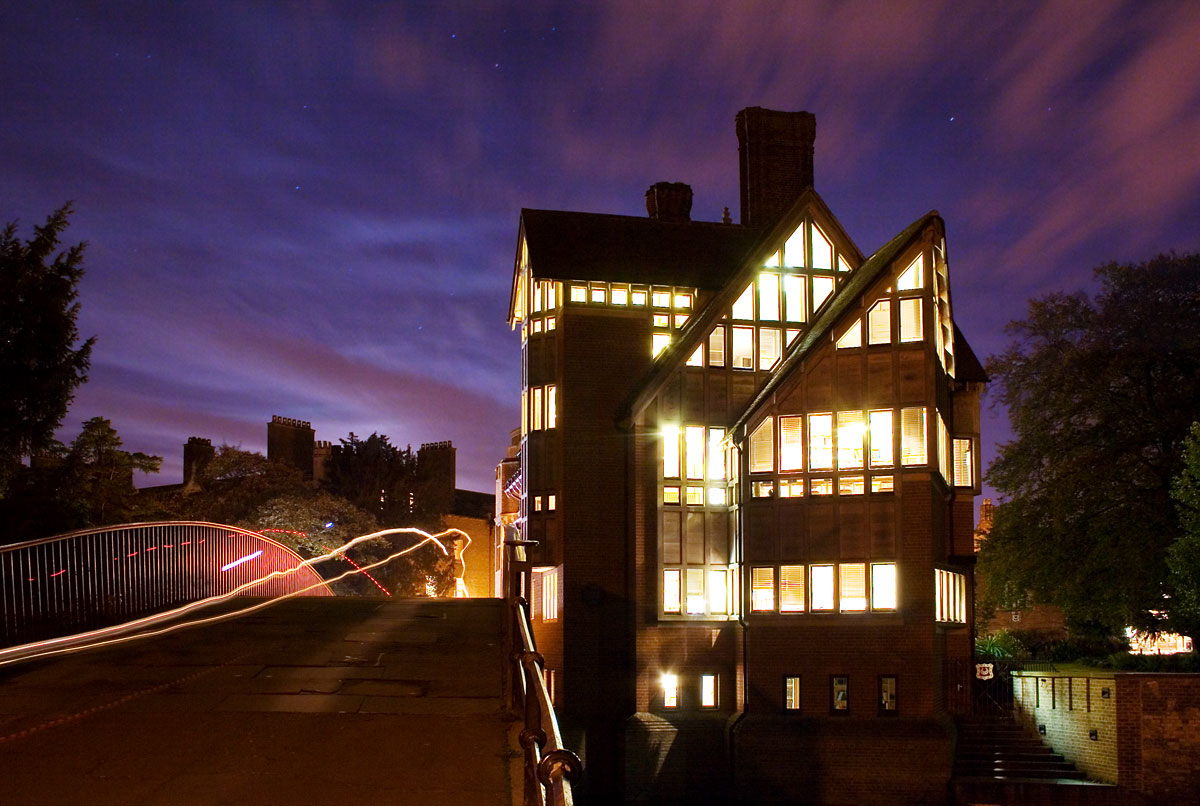
Trinity Halls Jerwood Library vid floden Cams strand
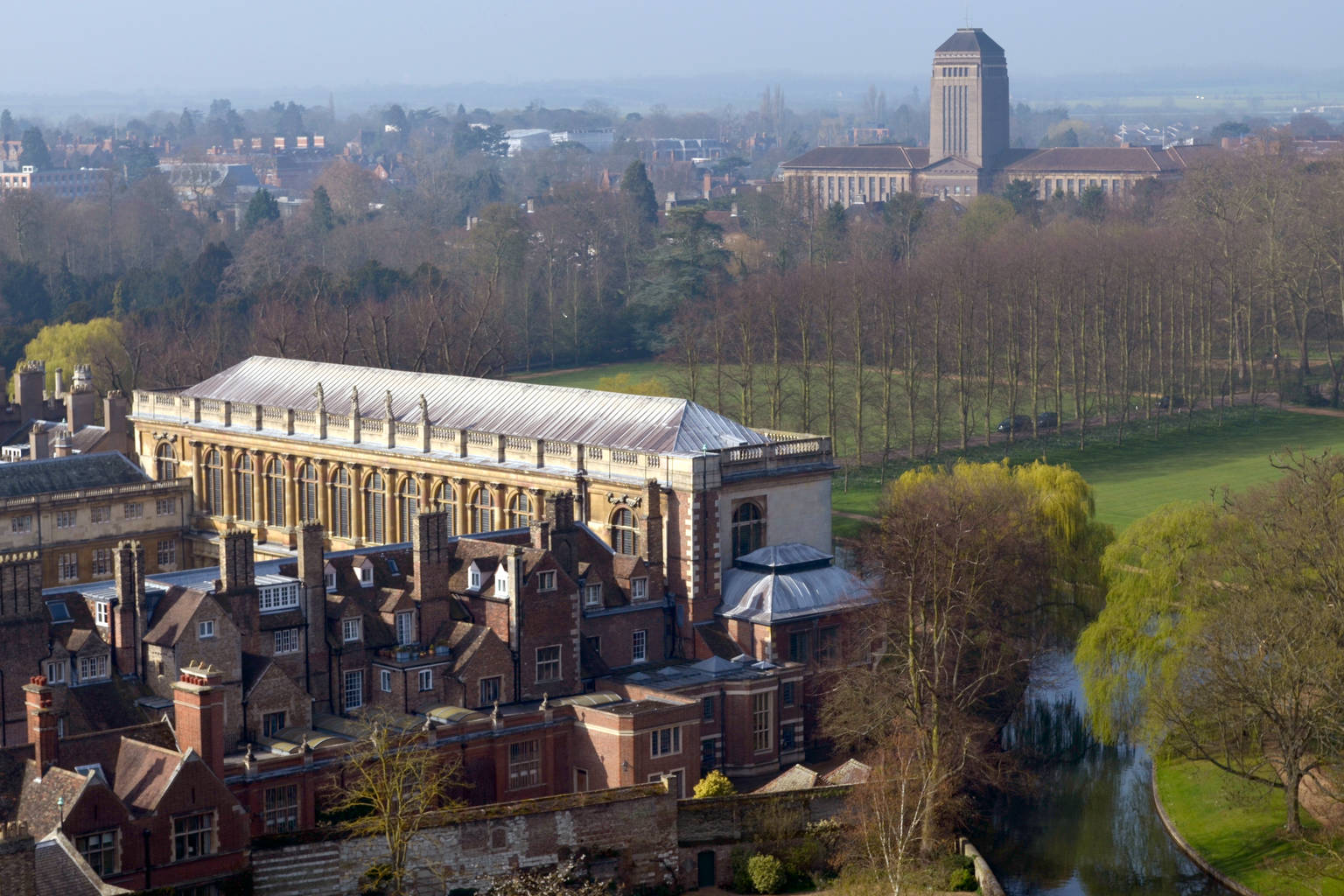
Vy från norr med Wren Library och University Library från St John's College tower

### Artiklar
- Whiffen, Marcus (1947), Academical Elysium – The Landscaping of the Cambridge Backs, [?Cambridge]: [s.n.].
- ”Queens College Record 2000 – The Grove Elms”. Queens College Record 2000 – The Grove Elms. Queens' College, Cambridge. 2000. http://www.queens.cam.ac.uk/Queens/Record/2000/Fabric/Grove.html.

### Böcker och tryckta alster
- Workman, J (1976). The Backs (An Outline for the Formation of a Joint Policy for the Conservation of the Trees and Landscape...). [?Cambridge]: [s.n.]
- Walters, S.M. (1979). The Future of the Backs: A Memorandum Summarising the Results to Date of Discussion and Action Initiated by King's College Garden Committee in 1974, with Recommendations for Future Coordinated Action. [?Cambridge]: [s.n.]
- Brown, Jane (2002). Trinity College: A Garden History. Cambridge: Trinity College, Cambridge

Some of the references in this section were obtained from  The Backs Cambridge landscape strategy. Robert Myers Associates. November 2007. sid. 28. http://131.111.214.230/about/documents/432_01TheBacksLandscapeReport.pdf. Läst 21 december 2007..